# Maja e Cukalit
Maja e Cukalit är en bergstopp i Albanien.   Den ligger i prefekturen Qarku i Shkodrës, i den norra delen av landet, 90 km norr om huvudstaden Tirana. Toppen på Maja e Cukalit är 1 721 meter över havet, eller 731 meter över den omgivande terrängen. Bredden vid basen är 10,7 km.
Terrängen runt Maja e Cukalit är bergig norrut, men söderut är den kuperad.   Runt Maja e Cukalit är det ganska glesbefolkat, med 32 invånare per kvadratkilometer.. 
Trakten runt Maja e Cukalit består till största delen av jordbruksmark.